# Anchorage
Anchorage ([ˈæŋkərɪdʒ], engl. „Ankerplatz“) ist eine Stadt an der Bucht des Cook Inlet im US-Bundesstaat Alaska. Mit 291.247 Einwohnern (laut der letzten Volkszählung 2020) ist Anchorage die mit Abstand größte Stadt Alaskas sowie dessen wichtigstes Industriezentrum. Anchorage ist Verwaltungssitz des gleichnamigen Boroughs.

## Bevölkerung
Die Bevölkerungszahl von Anchorage ist fast zehnmal so groß wie die der zweitgrößten Stadt Alaskas (Fairbanks).
Einwohnerentwicklung
| Jahr | Einwohner¹ |
| ---- | ---------- |
| 1980 | 174.431    |
| 1990 | 226.338    |
| 2000 | 260.299    |
| 2010 | 291.826    |
| 2020 | 291.247    |

## Geschichte

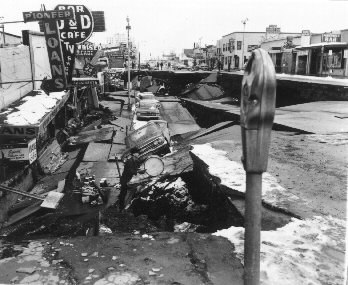
Zerstörung durch das Karfreitagsbeben 1964

Anchorage wurde 1915 als Hauptquartier der Alaska Railroad gegründet. Der Name der Stadt rührt vom Ankerplatz („Anchorage“) am Cook Inlet her, wo die Schiffe zur Versorgung des Camps festmachten.
Am 27. März 1964 verursachte ein schweres Erdbeben Todesfälle und großen Sachschaden. Das Karfreitagsbeben gilt als heftigste seismische Aktivität, die je in den USA gemessen worden ist. Diesem Erdbeben fielen einige der wenigen historischen Gebäude der Stadt zum Opfer. Heute stehen an entsprechender Stelle Funktionsbauten von Industrie und Handel ohne historischen oder architektonischen Wert. 
Als bedeutendstes Bauwerk der Stadt gilt das 1924 von Frank Lloyd Wright errichtete Cityhospital. Mit seiner großzügigen, funktionalen Art-déco-Empfangshalle setzte der Architekt wesentliche Maßstäbe für nachfolgende Krankenhaus- und Pflegeheimbauten.
Der Anchorage Borough wurde am 13. September 1963 gebildet.

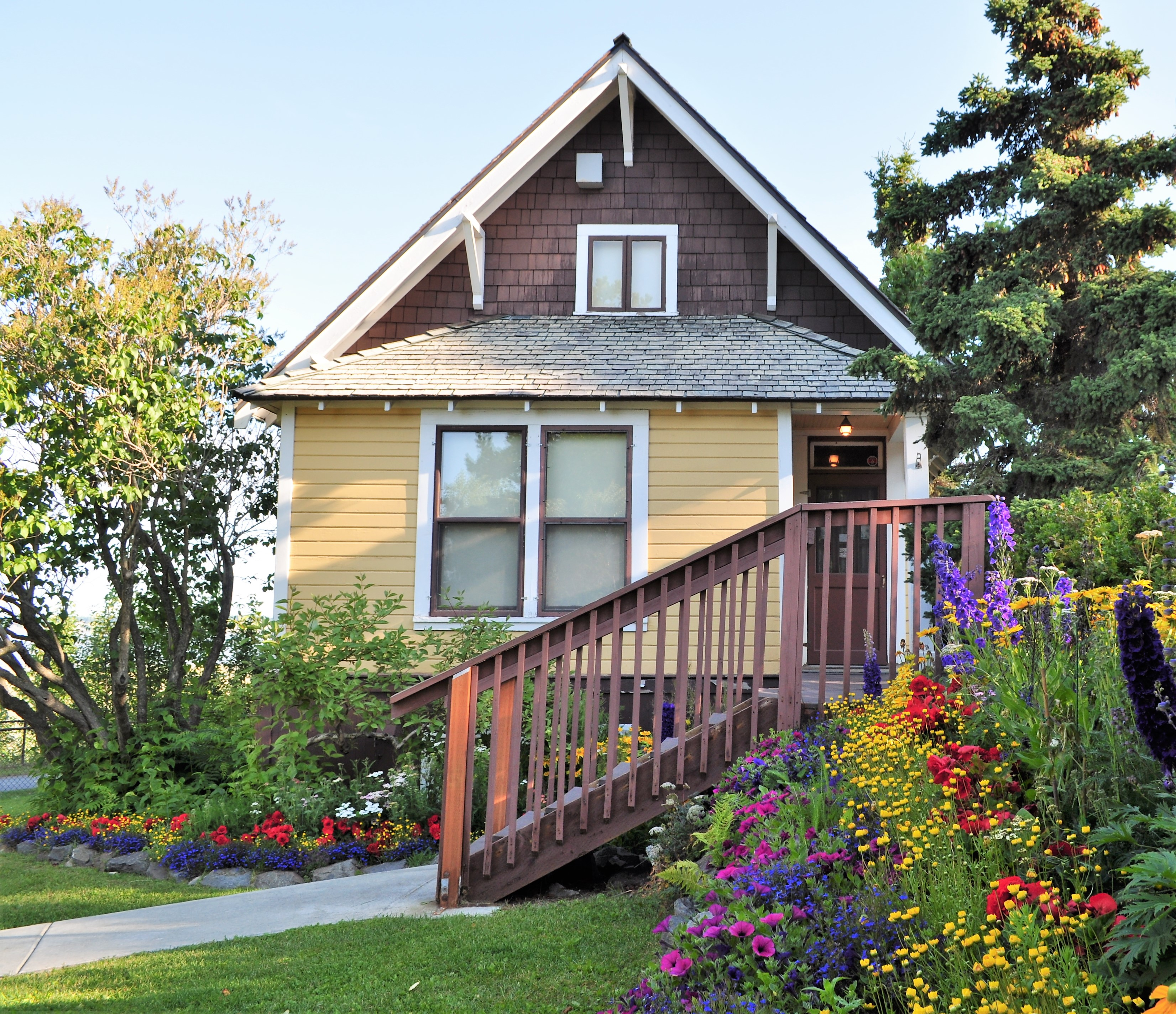
Oscar Anderson House Museum (2012)

37 Bauwerke und Stätten im Borough sind im National Register of Historic Places (NRHP) eingetragen (Stand 15. April 2020), darunter die Anchorage City Hall, das Oscar Anderson House Museum und der Fort Richardson National Cemetery.

## Wirtschaft und Verkehr

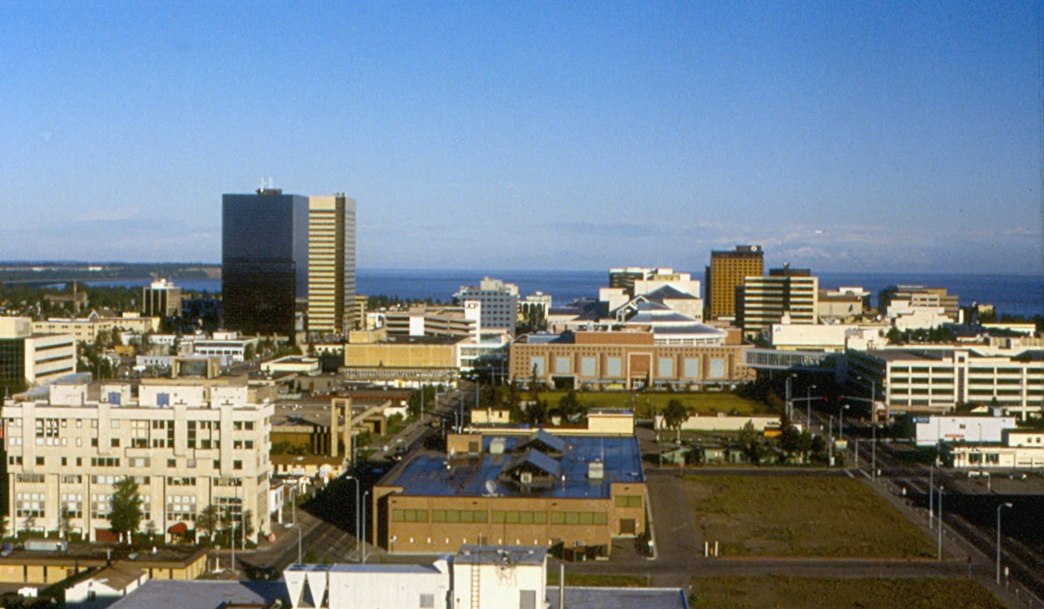
Innenstadt von Anchorage

Wichtige Wirtschaftszweige sind die chemische Industrie, der Bergbau, Logistik und Tourismus. Wegen seiner Lage in einem Erdölfördergebiet ist Anchorage ein Zentrum der petrochemischen Industrie. Mehrere große Erdölunternehmen, etwa BP oder ConocoPhillips, sind mit Zweigstellen in Anchorage vertreten.
Die Stadt verfügt über einen internationalen Flughafen, den Ted Stevens Anchorage International Airport (bedeutender Frachtflughafen), und liegt an der wichtigsten Eisenbahnverbindung Alaskas, der Alaska Railroad. Weiterhin verfügt die Stadt über den wichtigsten Hafen von Alaska, den Port of Anchorage.
Anchorage ist außerdem ein wichtiger Militärstützpunkt. Die US Armed Forces unterhalten zwei Militärflugplätze, darunter die Joint Base Elmendorf–Richardson, und eine Kaserne mit insgesamt rund 8.500 Soldaten und zivilen Beschäftigten.

## Kultur und Freizeit

### Bildung
Anchorage beheimatet die University of Alaska (1954) und die Alaska Pacific University (1957). Das Alaska Center for the Performing Arts ist das größte Theaterhaus des US-Bundesstaates. In Anchorage gibt es mehrere große Museen, darunter das Alaska Native Heritage Center zur Geschichte der Ureinwohner Alaskas oder das Alaska Aviation Museum. Außerhalb der Stadt liegt der zehn Hektar große Alaska Zoo.

### Sehenswürdigkeiten
In Anchorage befindet sich der Alaska Botanical Garden, ein 445.122 m2 großer botanischer Garten.

### Sport
In Anchorage fanden  die Special Olympics World Winter Games 2001 statt, das größte internationale Sportereignis in Alaska.
Die Stadt besaß bis 2017 ein Profi-Eishockeyteam, die Alaska Aces, die in der ECHL spielten.

## Geographie

### Umgebung
Bei sehr guter Sicht kann der über 200 km entfernte Denali von Anchorage aus im Norden erblickt werden.

### Klima
In Anchorage herrscht subarktisches Klima (Dfc). Der bisherige Hitzerekord in Anchorage wurde am 4. Juli 2019 mit 32,2 °C gemessen.
|                       | Jan   | Feb   | Mär  | Apr  | Mai  | Jun  | Jul  | Aug  | Sep  | Okt  | Nov  | Dez   |   |       |
| Mittl. Tagesmax. (°C) | −5,9  | −3,4  | 0,6  | 6,0  | 12,4 | 16,4 | 18,4 | 17,2 | 12,9 | 4,7  | −2,7 | −5,3  | ⌀ | 6     |
| Mittl. Tagesmin. (°C) | −13,1 | −11,4 | −7,7 | −1,9 | 3,8  | 8,4  | 10,9 | 9,7  | 5,3  | −1,8 | −9,4 | −12,2 | ⌀ | −1,6  |
|                       |       |       |      |      |      |      |      |      |      |      |      |       |   |       |
| Niederschlag (mm)     | 20,1  | 19,8  | 17,5 | 17,0 | 18,5 | 29,0 | 43,4 | 62,0 | 68,6 | 51,6 | 28,2 | 28,4  | Σ | 404,1 |
|                       |       |       |      |      |      |      |      |      |      |      |      |       |   |       |
| Regentage (d)         | 4,6   | 4,7   | 4,5  | 4,3  | 4,2  | 6,0  | 7,7  | 9,9  | 11,0 | 8,8  | 5,5  | 6,6   | Σ | 77,8  |

| −13,1 |

| −11,4 |

| −7,7 |

| −1,9 |

| 3,8 |

| 8,4 |

| 10,9 |

| 9,7 |

| 5,3 |

| −1,8 |

| −9,4 |

| −12,2 |

| −13,1 |

| −11,4 |

| −7,7 |

| −1,9 |

| 3,8 |

| 8,4 |

| 10,9 |

| 9,7 |

| 5,3 |

| −1,8 |

| −9,4 |

| −12,2 |

## Städtepartnerschaften
Anchorage hat sechs Partnerstädte:
- Chitose, Japan
- Darwin, Australien
- Harbin, China
- Incheon, Südkorea seit 7. Oktober 1986
- Tromsø, Norwegen seit 1969
- Whitby, Vereinigtes Königreich

## Söhne und Töchter der Stadt
- Barbara Britch (* 1951), Skilangläuferin
- Margie Mahoney (* 1952), Skilangläuferin
- Lynn Spencer-Galanes (* 1954), Skilangläuferin
- Gilda Barabino (* 1956), Bioingenieurin und Hochschullehrerin
- Bill Spencer (* 1956), Skilangläufer
- Vincent K. Brooks (* 1958), General der US Army
- Kristen Thorsness (* 1960), Ruderin
- Sue Forbes (* 1961), Skilangläuferin
- Mark Begich (* 1962), Politiker
- Curt Schilling (* 1966), Baseballspieler
- Marcus Shelby (* 1966), Jazzmusiker
- Edson Williams (* 1966), Visual-Effects-Artist
- Irene Bedard (* 1967), Schauspielerin und Synchronsprecherin
- Jeff Pain (* 1970), kanadischer Skeletonfahrer
- Megan Gerety (* 1971), Skirennläuferin
- Traci Dinwiddie (* 1973), Schauspielerin
- Mary Peltola (* 1973), Politikerin
- Hayley DuMond (* 1974), Schauspielerin
- Rosey Fletcher (* 1975), Snowboarderin
- Annie Parisse (* 1975), Schauspielerin
- Ty Conklin (* 1976), Eishockeytorwart
- B. J. Young (1977–2005), Eishockeyspieler
- James Southam (* 1978), Skilangläufer
- Scott Gomez (* 1979), Eishockeyspieler
- Jessica Jaymes (1979–2019), Pornodarstellerin und Model
- Sydne Vogel (* 1979), Eiskunstläuferin
- Alan Alborn (* 1980), Skispringer
- John Snowden (* 1982), Eishockeyspieler
- Joey Crabb (* 1983), Eishockeyspieler
- Brad Oleson (* 1983), Basketballspieler
- Matthew Carle (* 1984), Eishockeyspieler
- Nate Thompson (* 1984), Eishockeyspieler
- Tim Wallace (* 1984), Eishockeyspieler
- Eric Walsky (* 1984), Eishockeyspieler[11][12]
- Jessica Schultz (* 1985), Curlerin
- Martin Sensmeier (* 1985), Schauspieler und Model
- Mario Chalmers (* 1986), Basketballspieler
- Brandon Dubinsky (* 1986), Eishockeyspieler
- Jordan Pearce (* 1986), Eishockeytorwart
- Marisa Abegg (* 1987), Fußballspielerin
- Sarah Ammerman (* 1987), Volleyballspielerin
- Kira Buckland (* 1987), Synchronsprecherin
- Evan Trupp (* 1987), Eishockeyspieler[13][14]
- Callan Chythlook-Sifsof (* 1989), Snowboarderin
- Khleo Thomas (* 1989), Schauspieler
- Casey Bailey (* 1991), Eishockeyspieler
- Tyler Kornfield (* 1991), Skilangläufer
- Andrew Kurka (* 1992), paralympischer alpiner Sitzskifahrer
- Ryan Stassel (* 1992), Snowboarder
- Reyna Roberts (* 1997), Sängerin
- Jeremy Swayman (* 1998), Eishockeyspieler
- Hunter Wonders (* 1998), Skilangläufer
- Carter Brubaker (* 2003), Nordischer Kombinierer
- Lydia Jacoby (* 2004), Schwimmerin

Musikbands
- 36 Crazyfists (gegründet 1994), Metalcore-Band